# 服部銈二郎
服部 銈二郎（はっとり けいじろう、大正10年（1921年）7月3日 - 平成25年（2013年）6月9日）は、日本の地理学者。専門は、都市地理学、地誌学、アーバン・アメニティ論。立正大学名誉教授。日本地理学会名誉会員、日本都市学会顧問、アーバン・アメニティ研究所所長。

## 経歴
大正10年（1921年）7月3日、東京府東京市牛込区に生まれた。間もなく南足立郡千住町に移り、千住町立千寿第一小学校（足立区立千寿本町小学校に統合）に入学した。短歌を趣味とする母の旅行に年数回連れられる内、自身も旅行好きとなり、高学年には一人で日本各地を旅行するようになった。
東京府立第七中学校（東京都立墨田川高等学校）在学中、校友会雑誌に「奥羽地方の交通」「伊豆半島西海岸をめぐりて」を発表した。東京府立大泉師範学校（後東京第三師範学校）で地理学を専攻すると、2万5千分1地形図を片手に武蔵野を歩き回り、また池袋駅周辺の商店街の分布を調査し、「外郭的都心としての池袋付近の研究」を卒業論文とした。同校専攻科に進学し、ポール・ヴィダル・ドゥ・ラ・ブラーシュの環境可能論に傾倒した。
昭和17年（1942年）3月卒業後、下谷区立東盛小学校（台東区立東泉小学校に統合）訓導に就職した。昭和18年（1943年）2月軍に召集され、中国に渡り、華北、華南の地理的対比を実感した。昭和21年（1946年）8月復員し、台東区立東泉小学校教諭。
昭和22年（1947年）4月立正大学地理学科に入学した。永井荷風『日和下駄』を真似、軍靴と雑嚢を以って地形の露わになった東京を歩き回り、下町対山の手の構図、その結節点としての坂道の機能に興味を持った。昭和25年（1950年）12月卒業、昭和26年（1951年）4月東京都立葛飾野高等学校教諭になった。
昭和30年代に高度経済成長が始まると、田中啓爾の下、川崎市の工業化を研究し、次に首都圏の都市問題を追究した。こうして都市地理学に傾斜して行くが、これには自身が蛇が苦手なことも影響したという。
昭和41年（1966年）4月、立正大学文学部助教授に就任。11月、「東京都における中心地の研究」により東京教育大学理学博士。博士論文の主査は尾留川正平が務めた。昭和44年（1969年）『大都市地域論』を著し、昭和47年（1972年）日本都市学会賞受賞。
昭和47年（1972年）、上野桜木のダイユウビル一室にアーバン・アメニティ研究所を設立し、地域診断学と称して、浅間温泉を皮切りに日本各地の観光地、商業地域のコンサルティング事業を行った。
立正大学においては、地理学科主任、図書館長、大学院研究科委員長を歴任し、平成4年（1992年）退官した。また、東京教育大学、専修大学、山梨大学、埼玉大学、筑波大学、琉球大学でも非常勤講師として教鞭を執った。
学会では、関東都市学会会長を経て、平成9年（1997年）から平成13年（2001年）まで日本都市学会会長を務め、関東都市学会による会費滞納問題に取り組んだ。
平成25年（2013年）6月9日朝死去し、自宅近くの竜泉一丁目正燈寺において、立正大学名誉教授大塚昌利を委員長として葬儀が行われた。

## 著書
- 『大都市地域論』古今書院、1969年
- 清水馨八郎共著『大都市の魅力 大都市魅力度調査報告書』大都市企画主管者会議、1969年
- 清水馨八郎共著『都市の魅力』＜SD選書＞鹿島研究所出版会、1970年
- 『都市化の地理』古今書院、1973年
- 杉村暢二共著『商店街と商業地域』古今書院、1974年
- 『都市と盛り場 商業立地論序説』同友館、1977年
- 『盛り場 人間欲望の原点』鹿島出版会、1981年
- 『都市の表情 らしさの表現像』古今書院、1984年
- 『都市を読む地域を視る 都市診断学』同友館、1988年
- 『東京を地誌る 江戸からの東京・世界の東京』同友館、1990年
- 『都市 人類最高の傑作』古今書院、1992年
- 『観光列島診断スーパーマニュアル 観光地の魅力測定法』たいせい、1992年
- 『都市診断ケーススタディ』同友館、1995年
- 『教養の都市地理学』古今書院、1997年
- 『浅草・上野物語　江戸・東京、原点のまちの物語』アーバンアメニティー研究所、2003年
- 『服部銈二郎都市選集』古今書院、2010年
- 『現代日本の地域研究』古今書院、2011年